# Joshua Cohen
Pour les articles homonymes, voir Cohen.
Joshua Aaron Cohen, né le 6 septembre 1980 dans le New Jersey, est un écrivain et un romancier américain.

## Jeunesse
Joshua Cohen a grandi dans la ville américaine d'Atlantic City. Il vécut et travailla à Prague comme éditeur de plusieurs revues (The Prague Pill, Prague literary review) entre 2001 et 2006 et vit actuellement à Red Hook (Brooklyn, New York).
Dans sa jeunesse, il rejoint l'école de musique de Manhattan, la « Manhattan School of Music », où il étudie la composition. Cohen n'obtient cependant pas sa maîtrise et exprime un certain dédain pour les diplômes.
Il lit l'allemand et l'hébreu ; il a par ailleurs traduit certains ouvrages en anglais.

## Carrière
L'écrivain connaît ses premiers succès avec son premier livre Witz, nommé Meilleur livre de l'année 2010 par The Village Voice. En 2012, c'est son ouvrage Four New Messages qui obtient le titre, décerné cette fois-ci par The New Yorker.
Cohen devient critique littéraire pour le magazine Harper's.
Il apparaît dans les remerciements d'Edward Snowden à la fin de son ouvrage Mémoire vive.
Joshua Cohen a reçu le prix Pulitzer de la fiction 2022 pour son roman Les Nétanyahou.

## Œuvres

### Romans
- (en) Cadenza for the Schneidermann Violin Concerto, 2007
- Le Paradis des autres, Le Nouvel Attila, 2014 ((en) A Heaven of Others, 2008), trad. Annie-France Mistral, 174 p.  (ISBN 978-2-37100-006-3)
- (en) Witz, 2010
- (en) Book of Numbers, 2015
- David King s'occupe de tout, Grasset, 2019 ((en) Moving Kings, 2017), trad. Stéphane Vanderhaeghe, 333 p.  (ISBN 978-2-246-81727-7)
- Les Nétanyahou, Grasset, 2022 ((en) The Netanyahus, 2021), trad. Stéphane Vanderhaeghe, 346 p.  (ISBN 978-2-246-82795-5)Prix Pulitzer de la fiction 2022

#### Livre numérique
- (en) PCKWCK, 2015[5]

### Recueils de nouvelles
- (en) The Quorum, 2005[6]
- (en) Aleph-Bet: An Alphabet for the Perplexed, 2007
- (en) Bridge & Tunnel (& Tunnel & Bridge), 2010
- Votre message a été envoyé, Le Nouvel Attila, 2018 ((en) Four New Messages, 2012), trad. Annie-France Mistral, 215 p.  (ISBN 978-2-37100-025-4)

## Sur quelques livres

### Le Paradis des autres
Le double sous-titre est Véritable Récit d'un Jeune Garçon Juif Jonathan Schwartzstein de la rue Tchernichovsky de Jérusalem net ses Aventures "Post Mortem" au & Réflexions sur le Paradis des Musulmans et Ainsi qu'un Ange du Seul Vrai Dieu l'a à Moi Dit et à travers Moi Parlé net à Moi Révélé la Nuit comme dans un Rêve.
Le texte, daté Yom Hazikaron 2004, se compose de plusieurs parties
- 13 : (sans nom)
- 33 : Souliers
- 57 : Nudité
- 79 : Aleph
- 81 : Le pèlerinage
- 109 : Beth
- 113 : Limitation
- 133 : Aleph
- 137 : Mûrir à l'infini
- 151 : Une "métaphore"

En première lecture, un enfant de dix ans est amené par son père (Aba, accordeur de pianos, indépendant, pianiste raté) et sa mère (Ababa, La Reine, Épouse..., pianiste) devant un magasin de chaussures, et presque abandonné. Ses parents choisissent sans lui une nouvelle paire pour le père, alors qu'il attend sur le trottoir ou dans la voiture de pouvoir choisir le jouet qui doit être son cadeau de dixième anniversaire. Il grimpe un escabeau, pour fuir les cochons, et se retrouve au ciel. Où est parti se promener mon soulier ? Et c'est la première fille nue dont je me souvienne (p. 38). Il se retrouve au paradis, mais je ne suis pas dans le bon paradis ai-je dit à la Reine Houri (p. 68).